# Mugshot

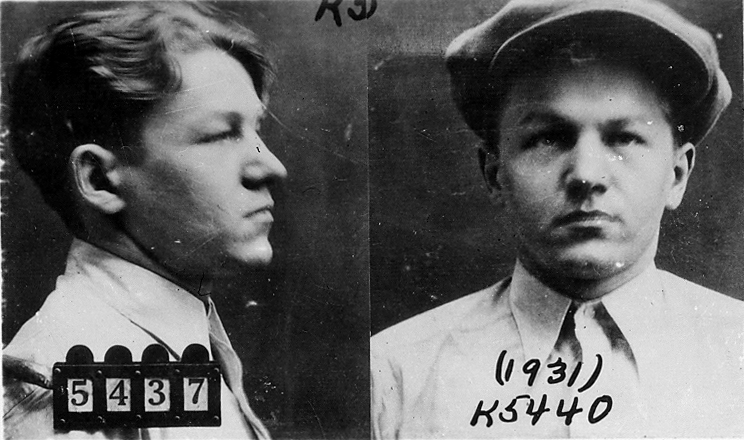
Beispiel: Babyface Nelson, 1931

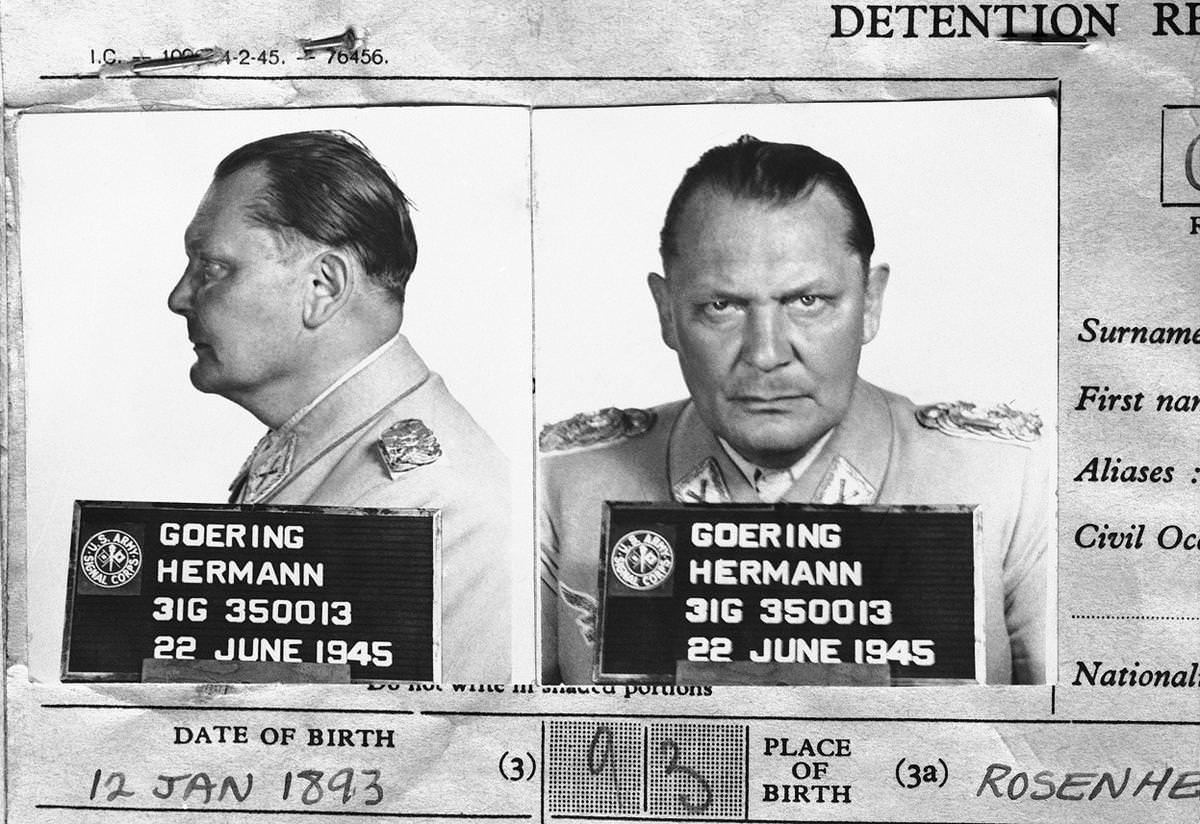
Detention Report Mugshot: H. Göring, 1945

Als mugshot (oder mug shot) werden insbesondere im amerikanischen Englisch Fotos bezeichnet, die die Polizei von Tatverdächtigen im Zuge der erkennungsdienstlichen Behandlung fertigt. Der Begriff setzt sich aus dem Slang-Begriff mug für „Gesicht, Fresse, Visage“, und dem Wort shot für „[Schnapp-]Schuss, Aufnahme“, zusammen. In deutschsprachigen Medien wird er häufig mit „Polizeifoto“ übersetzt.
Die Aufnahmen dienen verschiedenen Zwecken. Sie können der Behörde und Zeugen bei der Identifikation eines Täters helfen und stehen gegebenenfalls als Fahndungsfotos zur Verfügung. In den USA sind mugshots meistens gemeinfrei und durch den Freedom of Information Act für jedermann zugänglich. Unter Umständen können die Aufnahmen im Recht der Bundesstaaten aber auch urheberrechtlich geschützt sein, wie die Aufnahme von Donald Trump. Der Verbreitung sind kaum Grenzen zu setzen, da das im Ersten Verfassungszusatz verankerte Recht auf Pressefreiheit hier höher gewichtet wird als der Schutz der Persönlichkeitsrechte, weshalb mugshots vielfach von den Medien verbreitet werden. Sie erfüllen damit für die Öffentlichkeit eine ähnliche Funktion wie der sogenannte perp walk.
Üblicherweise fertigt die Polizei bei einer Festnahme zwei mugshots an: eine Frontal- und eine Profilansicht. In der Vergangenheit wurde die zu erfassende Person zum Halten einer Tafel mit den persönlichen Daten angehalten. Dies ist heute durch die digitale Fotografie und Erfassung inzwischen unüblich.